# 蛇街

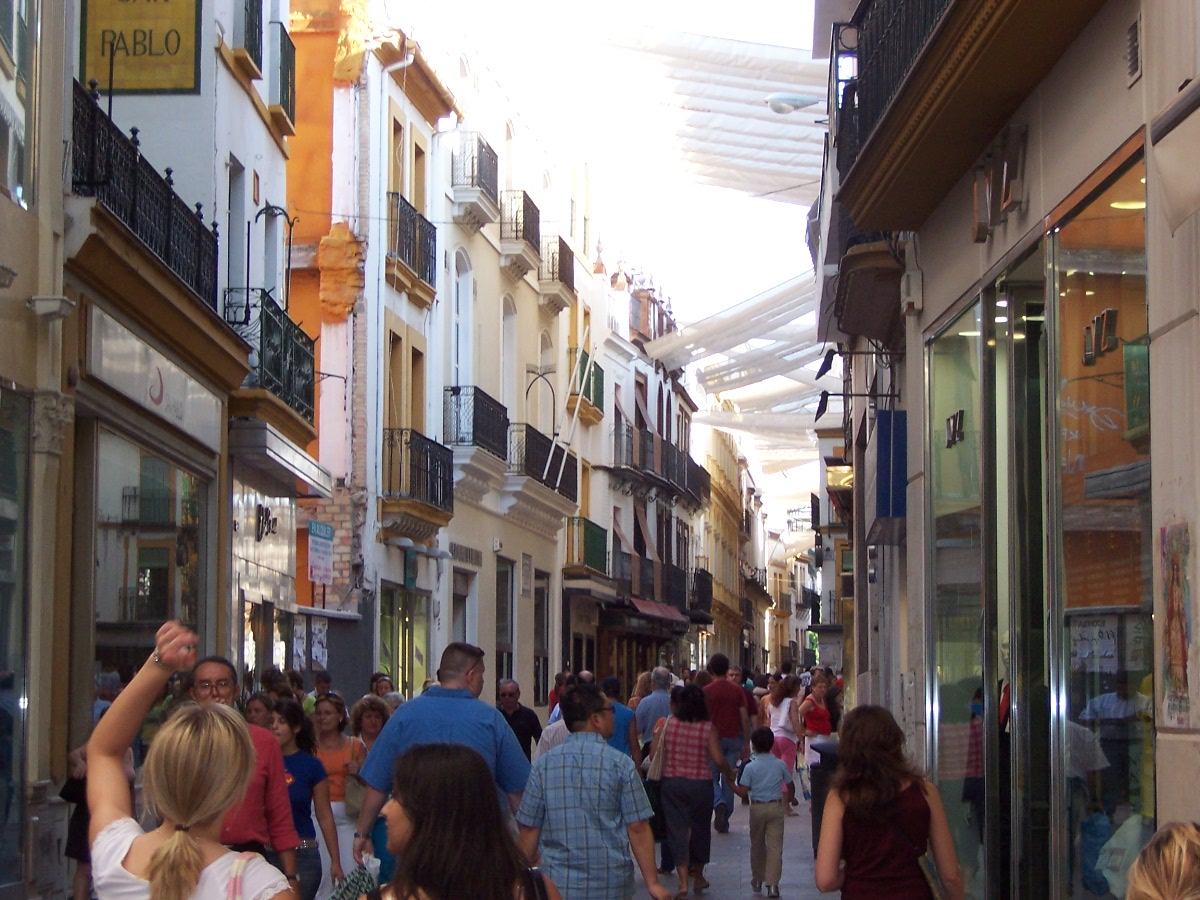

蛇街（Calle de la Sierpe）是西班牙安达卢西亚塞维利亚旧城区一条繁忙的购物步行街，南北走向，长385米，两端分别是圣方济各广场（Plaza de San Francisco）和坎帕纳广场（Plaza de la Campana）。